# Elecciones estatales de Baja Austria de 2023
Las elecciones estatales de Baja Austria se llevaron a cabo el 29 de enero del 2023 para elegir a los miembros del Landtag de Baja Austria.

## Sistema electoral
Los 56 escaños del Landtag de Baja Austria se eligen mediante representación proporcional de lista abierta en un proceso de dos pasos. Los escaños se distribuyen entre veinte distritos electorales plurinominales. Para que los partidos reciban alguna representación en el Landtag, deben ganar al menos un escaño en un distrito electoral directamente o superar un umbral electoral del 4 por ciento en todo el estado. Los escaños se distribuyen en los distritos electorales de acuerdo con la cuota Hare y los escaños restantes se asignan mediante el método D'Hondt a nivel estatal, para garantizar la proporcionalidad general entre la participación de votos de un partido y su participación de escaños.
La constitución estatal exige que los puestos de gabinete en el gobierno estatal (consejeros de estado, en alemán : Landesräte ) se asignen entre los partidos proporcionalmente de acuerdo con la proporción de votos ganados por cada uno; esto se conoce como Proporz. Como tal, el gobierno es una coalición perpetua de todos los partidos que califican para al menos un consejero de estado. Un partido debe ganar al menos entre el 10 y el 12 por ciento de los votos para recibir a uno de los nueve consejeros de estado.

## Resultados
|                                    |                                                                |           |       |         |             |
| Partido                            | Partido                                                        | Votos     | %     | Escaños | +/−         |
|                                    | Partido Popular Austríaco (ÖVP)                                | 359,338   | 39.93 | 23      | 6           |
|                                    | Partido de la Libertad de Austria (FPÖ)                        | 217,639   | 24.19 | 14      | 6           |
|                                    | Partido Socialdemócrata de Austria (SPÖ)                       | 185,861   | 20.65 | 12      | 1           |
|                                    | Los Verdes-La Alternativa Verde (GRÜNE)                        | 68,276    | 7.59  | 4       | 1           |
|                                    | NEOS – La Nueva Austria y Foro Liberal (NEOS)                  | 60,024    | 6.67  | 3       | Sin cambios |
|                                    | MFG–Austria Personas – Libertad – Derechos Fundamentales (MFG) | 4,369     | 0.49  | 0       | Nuevo       |
|                                    | Partido Comunista de Austria (KPÖ Plus)                        | 3,437     | 0.38  | 0       | Nuevo       |
|                                    | Tu Meta (ZIEL)                                                 | 893       | 0.10  | 0       | Nuevo       |
| Votos válidos                      | Votos válidos                                                  | 899,837   | 97.57 |         |             |
| Votos inválidos y en blanco        | Votos inválidos y en blanco                                    | 22,416    | 2.43  |         |             |
| Total                              | Total                                                          | 922,253   | 100   | 56      |             |
| Votantes registrados/participación | Votantes registrados/participación                             | 1,288,838 | 71.56 |         |             |
| Fuente: Lower Austrian Government  |                                                                |           |       |         |             |

## Formación de gobierno
Las conversaciones oficiales entre el ÖVP y los otros partidos para crear una posible coalición o acuerdo de trabajo en el elegido Landtag comenzaron justo después de las elecciones.
Un insulto racista ampliamente percibido por parte del consejero de estado del FPÖ, Gottfried Waldhäusl, en un debate televisivo con estudiantes de secundaria hizo improbable un acuerdo de trabajo formal o una coalición entre el ÖVP y el FPÖ, aumentando en cambio la probabilidad de un acuerdo de trabajo o coalición formal entre el ÖVP y el SPÖ en el Landtag.
El 14 de febrero de 2023, el ÖVP inició conversaciones de coalición en profundidad con el SPÖ.
Al final el que gobernó por esas elecciones fue el líder Johanna Mikl-Leitner, del partido Partido Popular de Austria, en coalición con el Partido de la Libertad de Austria. 